# رياض القاضي
رياض القاضي (1974-) هو كاتب وروائي وصحفي عراقي، ولد في بغداد، دخل معهد المعلمين في 1989، ولم يكمل دراسته لظروف البلاد التي مر بها العراق سنة 1991، شارك في مسرحيات عديدة في أواخر الثمانينات وكتب قصص قصيرة للأطفال، عمل في الإعلام والتوجيه السياسي ومجلة الأمن القومي في 1994، حُكم عليه بالإعدام بعد أن ترك العراق بحثًا عن الحرية في 1999، وعمل بعدها صحفيًا في «جريدة البرقية التونسية» و«المراسل المعتمد» من لندن.
حصلت روايته «أحدب بغداد» على جائزة أحسن كتاب في بريطانيا من قبل صحيفة «صنداي تلغراف البريطانية».

## مؤلفات
صدرت له عدة أعمال منها:
- «أحدب بغداد»، رواية، دار الحكمة، لندن، 2015.[2]
- «أبجدية الحب - أبجدية العشق»، 2018، عدد الصفحات:87.[3]
- «أبجدية العشق»، 2015، عدد الصفحات:130.[4]
- «إسطنبول خواطر»، 2018، عدد الصفحات:72.[5]
- «اعترافات الحُب»، 2018، عدد الصفحات:118.[6]
- «الأعمال الكاملة للروائي رياض القاضي - كتاب الخواطر - 1»، عراق بي بي سي، 2019، عدد الصفحات:423.[7]
- «الأعمال الكاملة للروائي رياض القاضي - كتاب الخواطر - 2»، عراق بي بي سي، 2019، عدد الصفحات:476.[8]
- «الحريق والرماد»، 2018، عدد الصفحات:116.[9]
- «الصرخة سموم وادي الأفاعي»، كنوز، 2016، عدد الصفحات:200.[10]
- «المجزرة ديوان شعر»، 2018، عدد الصفحات:102.[11]
- «الوهم خواطر»، 2018، عدد الصفحات:68.[12]
- «بغداد كتاب الخواطر»، 2018، عدد الصفحات:135.[13]
- «بيت القاضي - العراب الأخير -»، 2018، عدد الصفحات:224.[14]
- «تأملات خواطر للروائي رياض القاضي»، 2018، عدد الصفحات:122.[15]
- «حواء خواطر»، 2018، عدد الصفحات:117.[16]
- «ديوان نسرينيات»، 2018، عدد الصفحات:68.[17]
- «رسالة لرجل في الاربعين»، 2014، عدد الصفحات:54.[18]
- «عصر النساء خواطر»، 2018، عدد الصفحات:103.[19]
- «قارئة الفنجان»، 2018، عدد الصفحات:149.[20]
- «قصائد الثورة قصائد سياسية»، 2015، عدد الصفحات:35.[21]
- «كهرمانة والغزاة»، 2018، عدد الصفحات:76.[22]
- «ليلة القبض على صدام حسين»، 2019، عدد الصفحات:344.[23]
- «مذكرات ابن الباشا ابن الماسونية»، عراقي بي بي سي، 2019، عدد الصفحات:174.[24]
- «من يوميات رجل حزين خواطر»، 2018، عدد الصفحات:107.[25]
- «مولانا السيد - حليف الشيطان»، 2016، عدد الصفحات:190.[26]
- «نساء على كفّ الرّب»، 2018، عدد الصفحات:232.[27]
- «نسرين أبجدية العشق ديوان شعر»، 2016، عدد الصفحات:96.[28]
- «نسرين - مجموعة قصصية»، 2014، عدد الصفحات:156.[29]
- «قصائد ثائرة»، 2015.[30]

بالإنجليزية:
- «Letter Written by a Man in His Forties»، سنة النشر: 2019، عدد الصفحات:109.[31]
- «NISREEN'S;A COLLECTION OF POEMS»، سنة النشر 2018، عدد الصفحات:63.[32]
- «THE COMPLETE WORKS 1»، سنة النشر 2018، عدد الصفحات:365.[33]
- «THE COMPLETE WORKS 2»، سنة النشر 2018، عدد الصفحات:354.[34]
- «THE HUNCH BACK OF BAGHDAD»، سنة النشر 2018، عدد الصفحات:127.[35]
- «THE LAST GODFATHER»، سنة النشر 2018، عدد الصفحات:141.[36]
- «THE SCREAM»، سنة النشر 2018، عدد الصفحات:132.[37]